# 人民意志
人民意志（西班牙語：Voluntad Popular，縮寫为VP）是委内瑞拉的一个中间派社會民主主義政党，于2014年12月加入社會黨國際。该政党由查考市前市长萊奧波爾多·洛佩斯建立。目前，其拥有委内瑞拉全国代表大会167个席位中的14个，此外，它还是民主團結圓桌會議一员，该联盟在全国代表大会中的席位占到绝对多数。
政党组建初衷是应对委内瑞拉总统查維茲及其继任者马杜罗政府侵犯个人自由和人权的行为。其试图将委内瑞拉背景不同、但认为查韦斯主义压迫专制的人们团结在一起。人民意志自认为是“多元、民主的运动”，致力于“进步”，并将进步其定义为实现“每个委内瑞拉人的社会、经济、政治和人身权利”。
该党的“支柱”为“进步、民主和社会行动”。